# 222 (число)
222 (Дві́сті два́дцять два) - натуральне число між 221 та 223. 
- 222 день в році - 10 серпня (у високосний рік 9 серпня).

## В інших галузях
- 222 рік, 222 до н. е.
- В Юнікоді 00DE16 - код для символу «Þ» (Latin Capital Letter Thorn).
- NGC 222 - розсіяне скупчення в сузір'ї Тукан.
- Bell 222 - цивільний вертоліт.